# ۶۰۱ (میلادی)
۶۰۱ (میلادی) ششصد  و یکمین سال تقویم میلادی است.

## زادگان
- زیگبرت دوم، پادشاه بورگوندی و اوسترازیا (م. ۶۱۳)

## درگذشتگان
‎